# 小塞雷特河 (塞雷特河支流)
49°54′44″N 25°18′15″E / 49.91222°N 25.30417°E
小塞雷特河（羅馬化：Malyi Seret）是烏克蘭西部的河流，屬於塞雷特河的左支流。該河發源自利托維謝以北，流經利維夫州的佐洛奇夫區，河道全長15公里。